# Triepeolus tristis
Triepeolus tristis  ist eine Biene aus der Familie der Apidae, Unterfamilie Nomadinae. Die Art wird manchmal in die Gattung Epeolus gestellt (zum Beispiel). Gültig ist jedoch Triepeolus. Der Gattungsname Triepeolus wird und wurde insbesondere in der amerikanischen Literatur verwendet, wo diese Gattung vor allem verbreitet ist.

## Merkmale
Die Bienen haben eine Körperlänge von 7,5 bis 11 Millimeter. Der Körper der Weibchen ist schwarz gefärbt, ihre Beine sind dunkelbraun bis schwarz. Das dritte Fühlerglied ist mehr oder weniger rot gefärbt. Sämtliche Tergite haben je zwei weiße Haarflecken. Das Schildchen (Scutellum) hat seitlich lange, schmale, abgerundete Dornen. Das sechste Sternit hat Krallen. Die Männchen sehen den Weibchen ähnlich. Sie haben am dritten bis fünften Sternit am Hinterrand eine kammartig aufstehende, am Ende gekrümmte Reihe Borsten.

## Vorkommen und Lebensweise
Die Art ist von Spanien über Frankreich, Italien, Österreich (Burgenland, Niederösterreich, Steiermark) und Ungarn nach Bulgarien verbreitet. Sie wurde auch in der Schweiz (Wallis bis 1942 und im Tessin 2021) nachgewiesen. Die Tiere fliegen von Ende Juli bis Mitte August. Sie parasitieren Tetralonia macroglossa und vermutlich auch Tetralonia dentata und Tetralonia salicariae.

## Einzelbelege
1. ↑  Felix Amiet, Mike Herrmann, Andreas Müller: Apidae. 5. Schweizerische Entomologische Gesellschaft, Neuchâtel 2007, ISBN 978-2-88414-032-4.
2. ↑  Paul Westrich: Die Wildbienen Deutschlands. Stuttgart 2018, ISBN 978-3-8186-0123-2, S. 216, 695–698.
3. ↑  Molly G. Rightmyer: A review of the cleptoparasitic bee genus Triepeolus (Hymenoptera: Apidae). Part I. In: Zootaxa. Nr. 1710, 2008, S. 1–170.
4. ↑  Hans Bischoff: Beitrag zur Kenntnis paläarktischer Arten der Gattung Epeolus (Hym. Apid.). In: Deutsche Entomologische Zeitschrift. Nr. 1, 1930, S. 1–15 (zobodat.at [PDF; 1,2 MB]).
5. ↑  Si credeva estinta, ma era alle Bolle di Magadino. 4. August 2021, abgerufen am 4. August 2021.
6. ↑  E. Scheuchl, W. Willner: Taschenlexikon der Wildbienen Mitteleuropas. Quelle & Meyer, 2016, ISBN 978-3-494-01653-5, S. 865 f.